# The Bigger They Come
The Bigger They Come (Divórcio Sangrento) é um livro do autor norte-americano Erle Stanley Gardner escrito sob o pseudônimo a A.A. Fair. O livro foi o responsável por lançar Donald Lam e Bertha Cool nas obras do autor.

## Sinopse
Magro, e sem comer há vários dias, o ex-advogado Donald Lam resolve tentar conseguir uma vaga na Agência de Investigações Cool, com facilidade para mentir, e sem aparência de detetive (é considerado muito fraco), logo consegue o emprego na agência chefiada por Bertha Cool, uma mulher extremamente gorda. Seu primeiro caso será encontrar e entregar uma intimação a Morgan Birks, em processo de divórcio com sua mulher Sandra Birks.

## Personagens
- Bertha Cool: uma mulher de meia idade, que pesa quase 200 kg, e se movimenta com dificuldade por causa de sua gordura. Após a morte de seu marido Berta Cool criou uma agência de investigações.
- Donald Lam: um ex-advogado expulso da profissão após dizer a um de seus clientes que poderia cometer um assassinato sem ir para a cadeia, Donald Lam acaba se tornando detetive particular na Agência de Investigação Cool.
- Sandra Birks: esposa de Morgan Birks, que acaba pedindo o divórcio após descobrir que este lhe traia.
- Morgan Birks: marido de Sandra Birks que a traía, e após esta pedir o divórcio passa a fugir e se esconder com medo da polícia, porque fazia parte de uma quadrilha que promovia jogos com dados viciados.
- Alma Hunter: amiga de Sandra Birks que apoia seu divórcio, Alma quase foi morta por estrangulamento durante a história, por conta disso acabou comprando um revólver, Alma se apaixona por Donald Lam no final do livro.
- William D. Cunweather: chefe de quadrilha que promovia jogos de azar, que tinha Morgan Birks como um de seus integrantes.
- Thoms B. Lee Thoms: irmão de Sandra Birks, que sofre um acidente e passa boa parte da história de cama, Lee diz saber onde Morgan Birks se encontra, o surpreendente, é que Birks estava mais perto do que se poderia imaginar.